# آلساندرو ماتزی
آلساندرو ماتزی (ایتالیایی: Alessandro Mazzi؛ زادهٔ ۱۶ نوامبر ۱۹۸۷) دوچرخه‌سوار اهل ایتالیا است.